# سیارک ۸۵۲۱
سیارک ۸۵۲۱ (به انگلیسی: 8521 Boulainvilliers، نامگذاری:1992GF4) هشت هزار و پانصد و بیست و یکمین سیارک کشف شده‌است که در ۴ آوریل ۱۹۹۲ کشف شد.
قدر مطلق سیارک برابر ۱۴٫۶۰ است.